# Districtul Bang Sao Thong
Bang Sao Thong (în thailandeză บางเสาธง) este un district (Amphoe) din provincia Samut Prakan, Thailanda, cu o populație de 54.843 de locuitori și o suprafață de 114,79 km².

## Componență
Districtul este subdivizat în 3 subdistricte (tambon), care sunt subdivizate în 39 de sate (muban).
| Nr. | Nume              | În thailandeză | Sate | Locuitori |  |
| --- | ----------------- | -------------- | ---- | --------- |  |
| 1.  | Bang Sao Thong    | บางเสาธง       | 17   | 41,882    |  |
| 2.  | Sisa Chorakhe Noi | ศีรษะจรเข้น้อย    | 10   | 6,339     |  |
| 3.  | Sisa Chorakhe Yai | ศีรษะจรเข้ใหญ่    | 12   | 6,622     |  |